# Carlos Riascos
Carlos Riascos (Santiago de Cali, Valle del Cauca, Colombia; 19 de junio de 1994) es un futbolista colombiano. Juega como Defensa lateral y su equipo actual es el Atlético Fútbol Club de la Categoría Primera B.

## Clubes
| Club              | País     | Año           |
| ----------------- | -------- | ------------- |
| Alianza Petrolera | Colombia | 2015-2017     |
| Atlético Huila    | Colombia | 2018-2019     |
| Atlético F. C.    | Colombia | 2020-presente |

## Estadísticas
| Club                         | Div                 | Temporada           | Liga  | Liga  | Copa Nacional | Copa Nacional | Torneos Internacionales | Torneos Internacionales | Superliga | Superliga | Total | Total |
| Club                         | Div                 | Temporada           | Part. | Goles | Part.         | Goles         | Part.                   | Goles                   | Part.     | Goles     | Part. | Goles |
| ---------------------------- | ------------------- | ------------------- | ----- | ----- | ------------- | ------------- | ----------------------- | ----------------------- | --------- | --------- | ----- | ----- |
| Alianza Petrolera · Colombia | 1ª                  | 2015                | 1     | 0     | 0             | 0             | 0                       | 0                       | 0         | 0         | 1     | 0     |
| Alianza Petrolera · Colombia | 1ª                  | 2016                | 6     | 0     | 0             | 0             | 0                       | 0                       | 0         | 0         | 6     | 0     |
| Alianza Petrolera · Colombia | 1ª                  | Total               | 7     | 0     | 0             | 0             | 0                       | 0                       | 0         | 0         | 7     | 0     |
| Total en su carrera          | Total en su carrera | Total en su carrera | 7     | 0     | 0             | 0             | 0                       | 0                       | 0         | 0         | 7     | 0     |

- Datos: Q24255964